# Felicina dei Bonacolsi

Stemma dei Bonacolsi

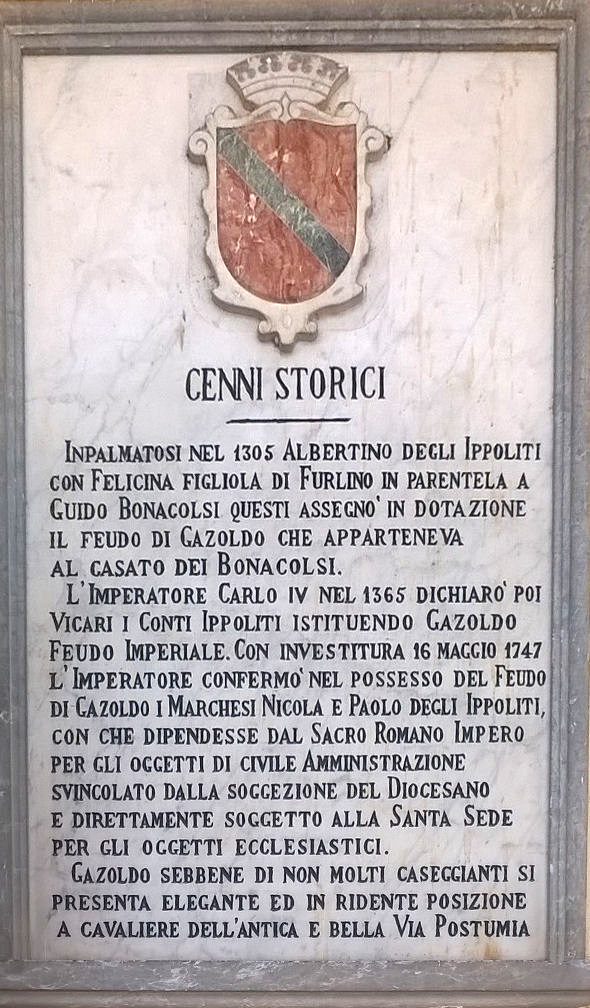
Gazoldo degli Ippoliti, lapide alla famiglia Ippoliti.

Felicina dei Bonacolsi (Mantova, XIV secolo – XIV secolo) è stata una nobile italiana.

## Biografia
Era figlia di Selvatico Bonacolsi, dei signori di Mantova e di Antonia Nogarole di Verona.
Nel 1305 sposò Albertino Ippoliti, portando in dote ricchi possedimenti terrieri che comprendevano anche il Feudo di Gazoldo, confermato feudo imperiale il 20 dicembre 1354 dall'imperatore Carlo IV di Boemia.

## Discendenza
Felicina e Albertino ebbero un figlio, Turlino.